# Xavier Adang
Xavier Adang (7 giugno 2004) è un calciatore camerunese, centrocampista dello Žilina.

## Carriera
È cresciuto nel settore giovanile del Gambinos Stars. Nel 2022 è stato acquistato dallo Žilina, con cui ha debuttato il 20 maggio 2023 nell'incontro di Superliga perso 4-2 contro lo Spartak Trnava. Ha segnato il primo gol il 7 ottobre dello stesso anno, nella trasferta pareggiata 1-1 contro lo Zemplín Michalovce.

## Statistiche

### Presenze e reti nei club
Statistiche aggiornate al 15 febbraio 2025.
| Stagione        | Squadra         | Campionato      | Campionato | Campionato | Coppe nazionali | Coppe nazionali | Coppe nazionali | Coppe continentali | Coppe continentali | Coppe continentali | Altre coppe | Altre coppe | Altre coppe | Totale | Totale | Totale |
| Stagione        | Squadra         | Comp            | Pres       | Reti       | Comp            | Pres            | Reti            | Comp               | Pres               | Reti               | Comp        | Pres        | Reti        | Pres   | Reti   |        |
| --------------- | --------------- | --------------- | ---------- | ---------- | --------------- | --------------- | --------------- | ------------------ | ------------------ | ------------------ | ----------- | ----------- | ----------- | ------ | ------ | ------ |
| 2022-2023       | Žilina II       | 1L              | 15         | 1          | -               | -               | -               | -                  | -                  | -                  | -           | -           | -           | 15     | 1      |        |
| 2023-2024       | Žilina II       | 1L              | 7          | 0          | -               | -               | -               | -                  | -                  | -                  | -           | -           | -           | 7      | 0      |        |
| 2024-2025       | Žilina II       | 1L              | 2          | 0          | -               | -               | -               | -                  | -                  | -                  | -           | -           | -           | 2      | 0      |        |
| 2022-2023       | Žilina          | SL              | 3          | 0          | CS              | 0               | 0               | -                  | -                  | -                  | -           | -           | -           | 3      | 0      |        |
| 2023-2024       | Žilina          | SL              | 24         | 2          | CS              | 4               | 0               | UECL               | 4                  | 0                  | -           | -           | -           | 32     | 2      |        |
| 2024-2025       | Žilina          | SL              | 6          | 0          | CS              | 1               | 0               | -                  | -                  | -                  | -           | -           | -           | 7      | 0      |        |
| Totale carriera | Totale carriera | Totale carriera | 57         | 3          |                 | 5               | 0               |                    | 4                  | 0                  |             | -           | -           | 66     | 3      |        |